# Grazio Cossali

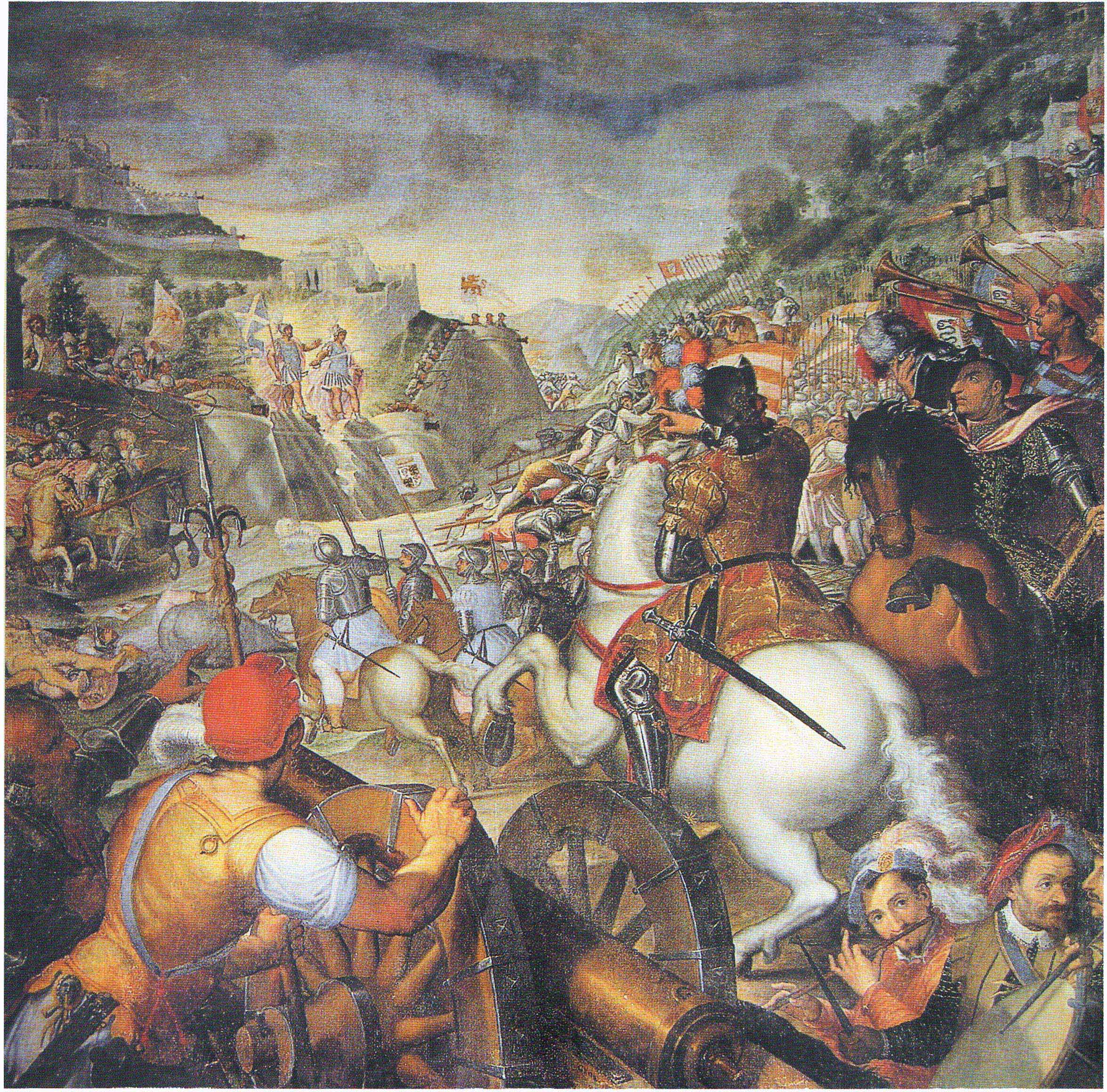
Erscheinung der Heiligen Faustinus und Jovita zur Verteidigung von Brescia, 1603, Kirche der Heiligen Faustinus und Jovita, Brescia

Grazio Cossali (* 1563 in Orzinuovi; † 4. Dezember 1629 in Brescia) war ein italienischer Maler.

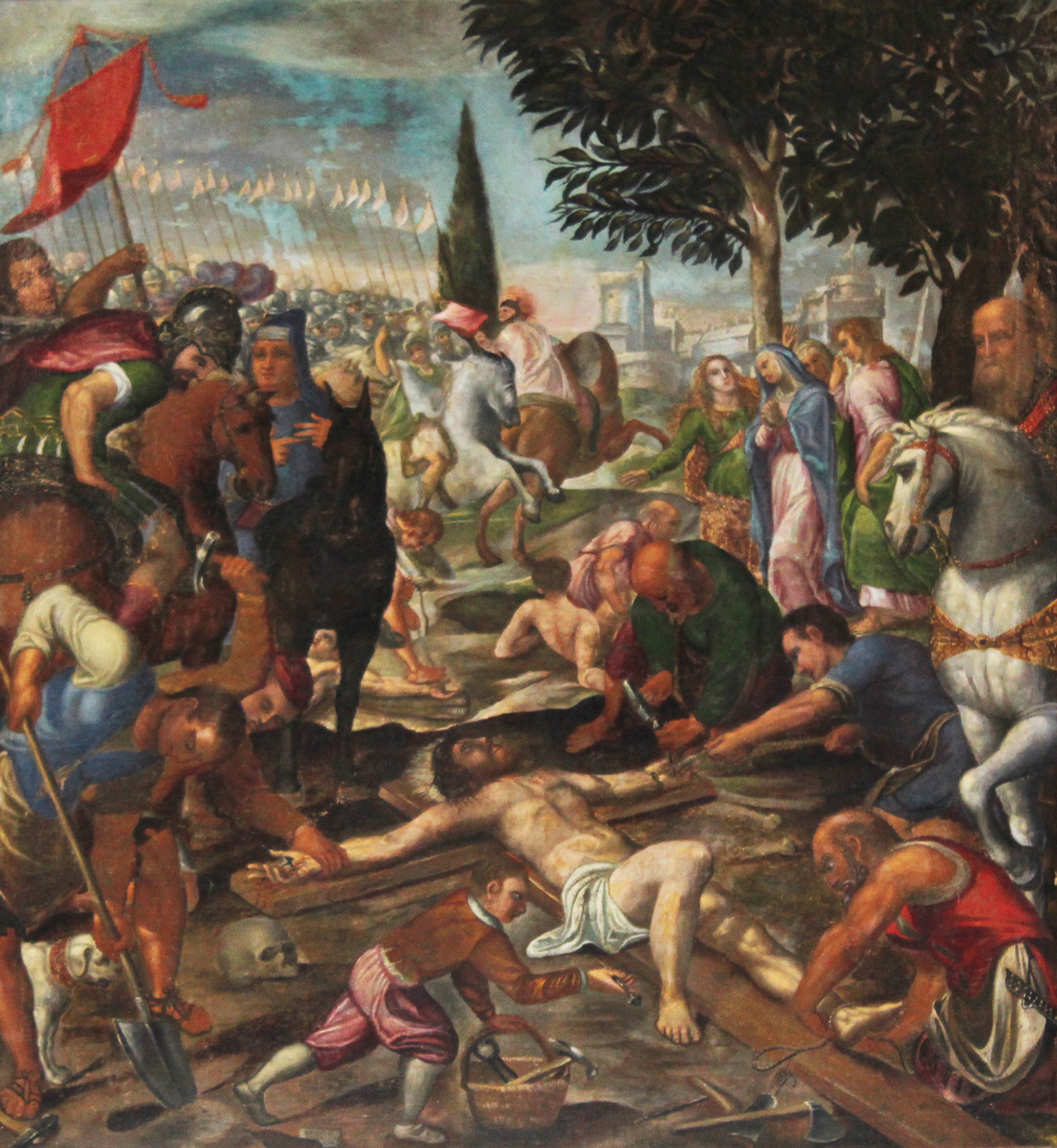
Kreuzigung, 1615, Santi Gervasio e Protasio (Nadro), Nadro di Ceto

## Biografie
Der Maler Grazio Cossali lebte zwischen Brescia und Cremona und hat an diesen Orten zahlreiche Kirchen und Gebäude mit Fresken bemalt. Er war Schüler seines Malerkollegen Luca Mombello und Schüler von Moretto. Ab 1587 begann Cossali eine enge Zusammenarbeit mit dem Dominikanerorden, die vermutlich auf einen Angehörige des Ordens zurückzuführen ist. Im Gemälde des Mannaregens zeigt sich bereits die künstlerische Entwicklung der sich dem Manierismus zuwandte.
In den Jahren 1590–1600 wurden zahlreiche Werke auf dem Gebiet von Brescia und an weiter von seiner Geburtsstadt entfernten Orten aufgestellt. Während er in der Gegend von Brescia arbeitete übernahmen andere Künstler seine Arbeitsweise.
In zwei Briefe von Agostino Giannotti, datiert vom 21. und 28. Oktober 1626 ist zu lesen, dass Cossali noch „mit seiner ganzen Familie“ in Orzinuovi wohnt und für seine Geschäfte seinen Sohn Giacomo nach Mailand schicken wird. Diese Schreiben und die Tatsache, dass es keine datierten Werke des nach 1626 gibt, lassen vermuten, dass er nicht mehr bei guter Gesundheit war und es vorzog, dass sein Sohn Giacomo, ebenfalls Maler, die Werkstatt übernahm.
Nach der Überlieferung starb Cossali 1630 durch einen Schuss aus einer Hakenbüchse durch die Hand seines Sohnes. Die Sterbeurkunde der Kirche S. Agata in Brescia vom 4. Dezember 1629 enthält jedoch keine Angaben zur Todesursache.
Das nach ihm benannte Hochschule in Orzinuovi umfasst das Gymnasium für Wissenschaft, Linguistik, Geisteswissenschaften und verschiedene technische und berufliche Bereiche.

## Werke
- Das letzte Abendmahl (1580) Kirche von Pudiano – signiert und datiert: GRATIUS DECOSSALIBUS URCEARUM FATIE…MDLXXX;
- Mannaregen (1587), mit Selbstporträt, Cremona, Palazzo Comunale
- Mystische Vermählung der heiligen Katharina mit den Heiligen Faustinus und Jovita, Vinzenz Ferreri und Sebastian Ghedi, Santa Maria Assunta, um 1600;
- Verkündigung (1600) Santa Maria Assunta, Valgoglio;
- Erscheinung der Heiligen Faustinus und Jovita zur Verteidigung von Brescia (1603) Santi Faustino und Giovita, Brescia;
- Konstantin erscheint das Kreuz (1606) Alter Dom (Kapelle des Heiligen Kreuzes), Brescia;
- Grablegung (1613) aus der ehemaligen Kirche San Domenico in Brescia, heute in der Pfarrkirche von Pontevico;
- Der heilige Karl schenkt Orzinuovi der Jungfrau (1613) Pfarrkirche von Orzinuovi – signiert und datiert: GRATIUS COSSALIS FAC. MDCXIII;
- Schmerzensmutter mit Christus und dem heiligen Franziskus, Thomas, Karl Borromäus und einem Spender (1613) San Domenico in Orzinuovi – signiert: GRATIUS COSSALIS FAC. 1613;
- Der Heilige Karl Borromäus präsentiert Orzinuovi der Jungfrau (1614) in der Kirche Santa Maria del Carnerio in Orzinuovi;
- Kreuzigung (1615) Santi Gervasio und Protasio in Nadro in Val Camonica – signiert und datiert;
- Elias und Engel (ca. 1620) Kirche von Carnerio in Orzinuovi.

Außerdem:
- Vorstellung im Tempel, Santa Maria dei Miracoli, Brescia;
- Festsaal des Palazzo Avogadro (heute Spada) in Brescia;
- Refektorium der Olivetaner-Abtei von San Nicola (Rodengo-Saiano);
- einige Gemälde in der Kirche von San Lorenzo (Calvagese della Riviera).

Zugeschrieben:
- Krönung der Jungfrau Maria, San Domenico in Orzinuovi;
- Altarbild mit der Darstellung des Heiligen Georg mit dem Drachen, in der Kirche der Erzpriester von San Zenone in Caino.
- Madonna mit Kind und Heiligen Johannes, Erzengel Michael und Abt Antonius in der Kirche San Michele, 1627